# Priyayi
Les priyayi  étaient, dans la Java des Indes néerlandaises, ceux des indigènes qui travaillaient pour le gouvernement : cadres administratifs, enseignants, fonctionnaires en général.
Certains auteurs voient dans les priyayi une noblesse de robe non héréditaire, dont les fonctions, titres et privilèges dépendaient du bon vouloir, réversible, du souverain à l'époque du royaume de Mataram, du gouvernement colonial après que celui-ci a imposé sa souveraineté à Mataram.
Pour l'écrivain indonésien Umar Kayam (30 avril 1932, 17 mars 2002), né à Ngawi, à Java oriental, les priyayi ne constituaient pas une catégorie fermée ni réservée à une classe particulière. Son roman Para Priyayi (« Les priyayi »), publié en 1992, décrit en effet l'accession d'enfants de paysans à cette catégorie en devenant maître d'école.
Il faut néanmoins rappeler que les premiers adipati, ancien nom des bupati ou préfets, étaient vraisemblablement issus de la famille royale. Ainsi en pays sundanais, les adipati de Sumedang appartenaient à la famille princière héritière du royaume de Pajajaran, dissous en 1579, et nombre de familles de bupati étaient issues de cette maison.
Les différents auteurs s'accordent à considérer que l'idéal du priyayi consistait d'abord à servir le roi ou le gouvernement, plus généralement l'État et le bien public.

## Religion
L'anthropologue américain Clifford Geertz considère que les priyayi observent une des trois formes qu'il distingue dans la pratique de l'islam à Java, à côté de l'islam orthodoxe des santri, caractéristique selon lui des classes urbaines marchandes et des propriétaires terriens, et des croyances et pratiques des paysans, qu'il désigne sous le nom d' abangan.
Pour Geertz, l'islam des priyayi est marqué par un attachement à la culture héritée des anciens royaumes hindou-bouddhiques de Java.
Cette catégorisation tripartite de Geertz est aujourd'hui contestée.

## Galerie

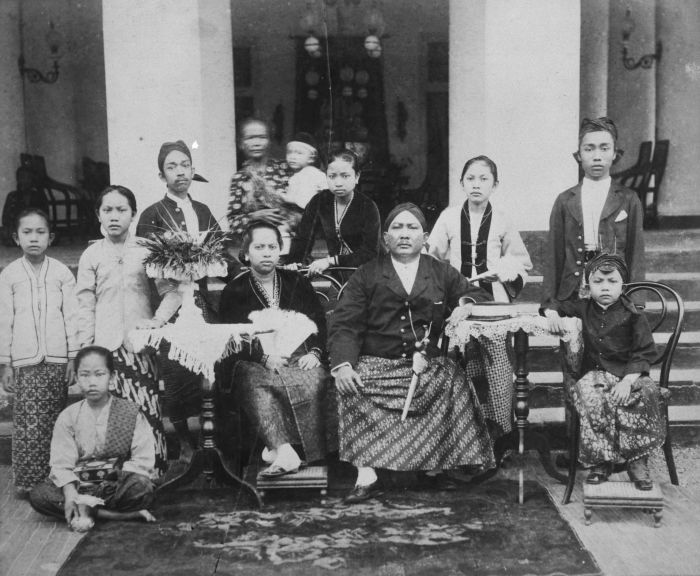
Un bupati de la residentie de Banten (Java Ouest) et sa famille en 1888
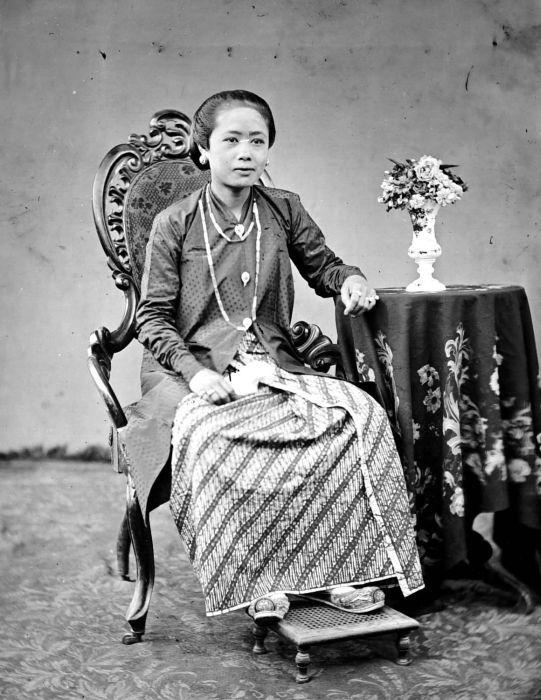
Une dame priyayi de Java central à l'époque des Indes néerlandaises (1913)
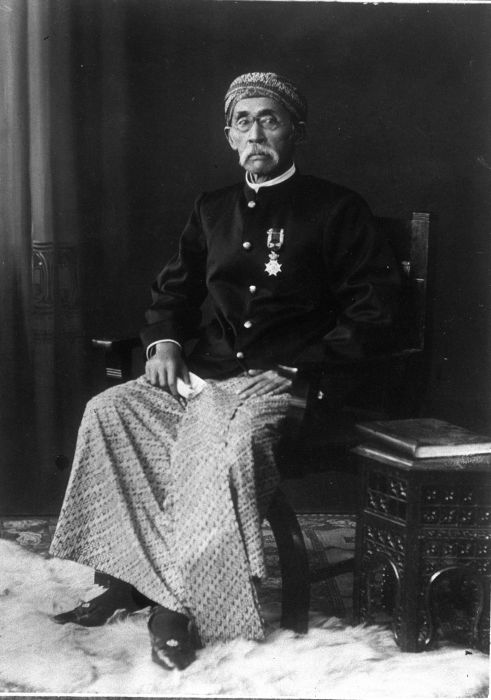
Le prince Soeriaatmadja, regent de Sumedang
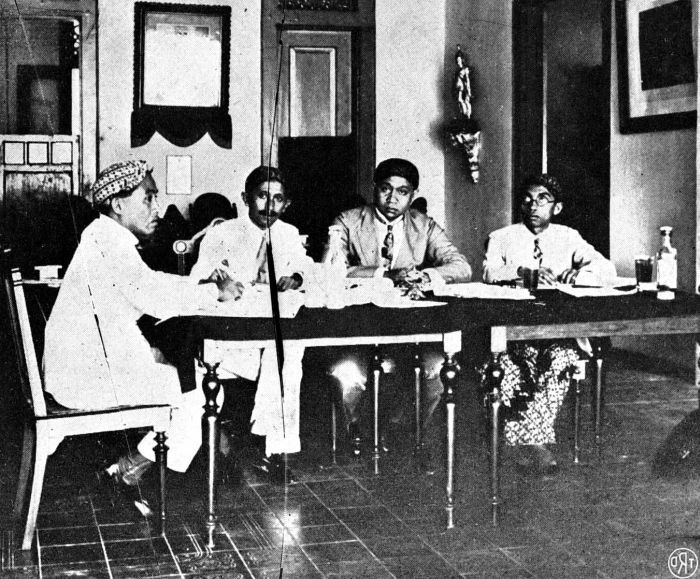
Le comte Wiranatakoesoema, délégué du Volksraad et regent de Bandung, lors du congrès de la Prijaji-Bond (« ligue des priyayi ») tenu en 1929 à Surakarta (Java central)